# Calle Campomanes (Oviedo)
La calle Campomanes es una vía pública de la ciudad española de Oviedo.

## Descripción
La vía, que obtuvo el título actual en 1858, discurre desde la calle Marqués de Gastañaga hasta la plaza de San Miguel. Tiene cruce con Martínez Marina. Honra con el título a Pedro Rodríguez de Campomanes y Pérez-Sorriba (1723-1802), político natural de la localidad asturiana de Santa Eulalia de Sorriba, ministro de Hacienda en el primer gobierno reformista del reinado de Carlos III. Aparece descrita en El libro de Oviedo (1887) de Fermín Canella y Secades con las siguientes palabras:

Campomanes.—Cuando en 1858 la nueva y estrecha calleja de la Lana y parte del llamado prado Picón ó del Duque (Parque) se convirtió en ancha carretera para comunicar las de Castilla y Galicia, comenzó poco después la edificación de esta ancha y hermosa calle, que por acuerdo municipal se la llamó de Campomanes, en memoria de uno de los más insignes asturianos, del sabio D. Pedro Rodríguez Campomanes, ministro memorable de Carlos III, y que desde el Consejo de Castilla tanto contribuyó á las reformas y adelantos de la nación.—Ent.: Puerta nueva alta.—Conc.: San Miguel.
(Canella y Secades, 1887, p. 111)